# Chiesa di San Michele Arcangelo (Potenza)
La chiesa di San Michele Arcangelo è un luogo di culto cattolico monumentale situato nell'omonima piazza del centro storico di Potenza, nei pressi di via Pretoria.

## Storia
La chiesa di San Michele Arcangelo dovrebbe risalire al V secolo circa, in un'epoca a cavallo fra il 492 e il 496, quando era vescovo della città tale Erculenzio e Papa Gelasio I. Questa tesi è accreditata dal ritrovamento di un mosaico del V secolo rinvenuto al disotto del pavimento dell'edificio religioso. La chiesa all'epoca era dedicata a San Michele Arcangelo e San Marco (o forse San Martino).
L'attuale chiesa risale all'epoca longobarda, poiché ricca di caratteristiche tipiche del periodo (il culto di San Michele ha radici in epoca longobarda) e sicuramente antecedente al 1178. Infatti in quell'anno i sacerdoti di questa chiesa e della Chiesa della Santissima Trinità richiesero al vescovo Giovanni Sola la conferma di alcuni regolamenti legati alla vita ecclesiastica e sacerdotale. Questo è anche il primo documento dove si cita questa chiesa, denotandone l'esistenza.

## Descrizione

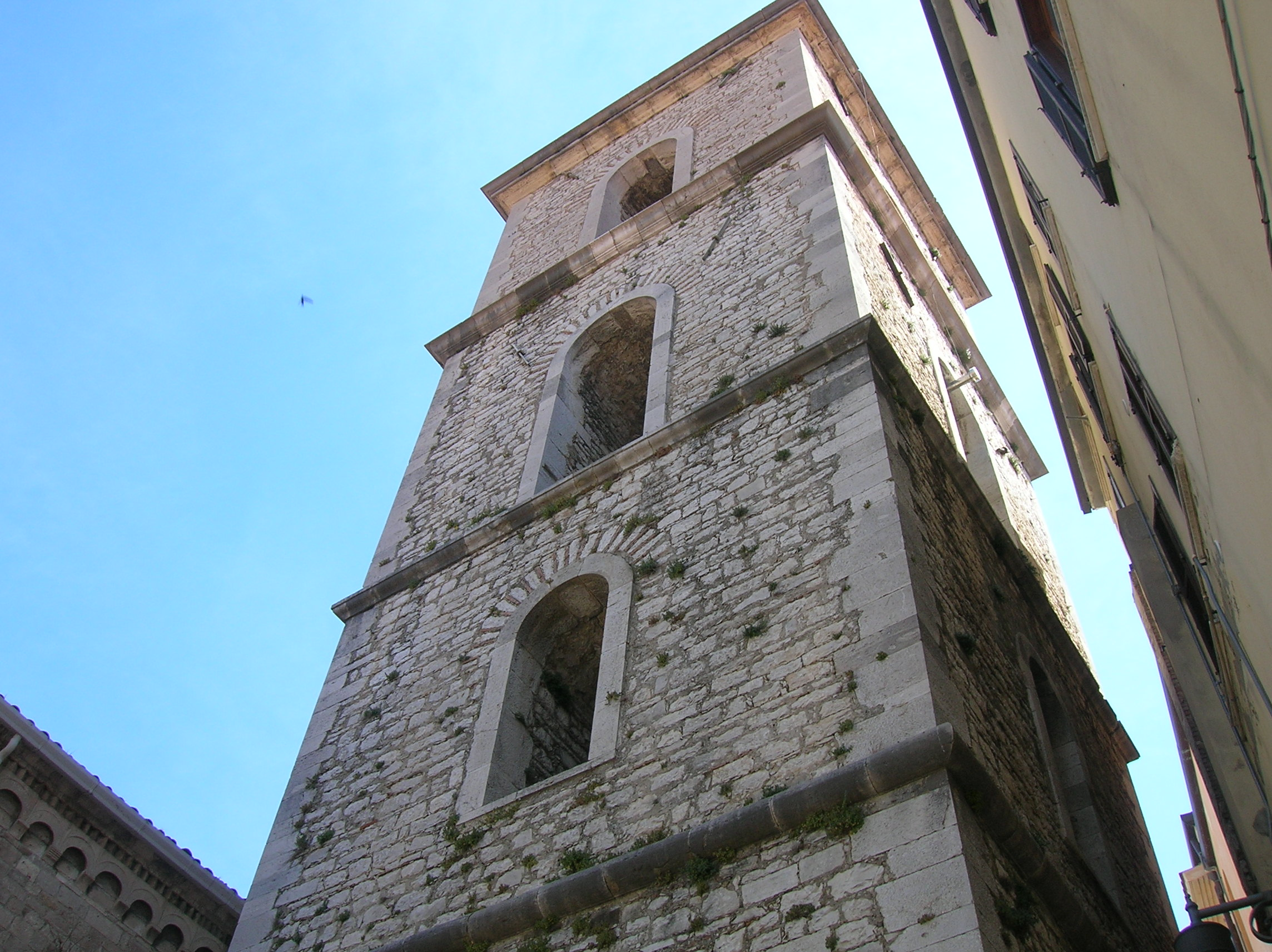
Campanile della chiesa

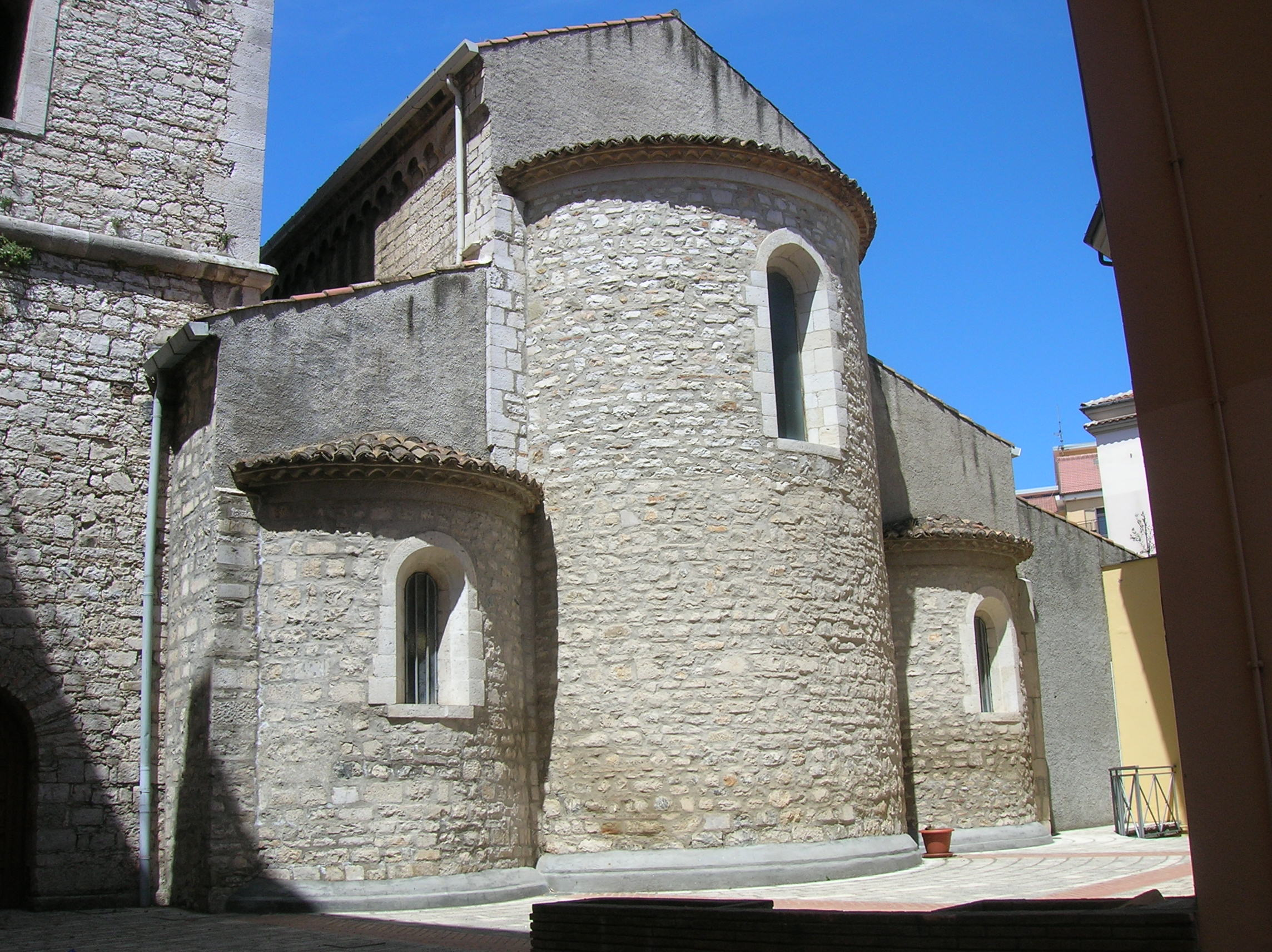
Retro della chiesa, da notare le tre absidi in rilievo lì dove terminano le tre navate

### Esterno
La facciata principale è stata edificata con un particolare tipo di muratura: la pietra “a vista”. Essa è divisa in tre zone da quattro lesene. L'ingresso è costituito da un portale in pietra, con un doppio stipite e due archi a tutto sesto, sovrastato da una grande finestra.
La chiesa presenta anche un portale secondario sulla facciata laterale destra dell'edificio, che presenta un bassorilievo che raffigura la Madonna col Bambino, con a destra uno stemma francescano e a sinistra un motivo floreale. Esternamente la chiesa presenta anche un'iscrizione funeraria di epoca romana.

### Interno

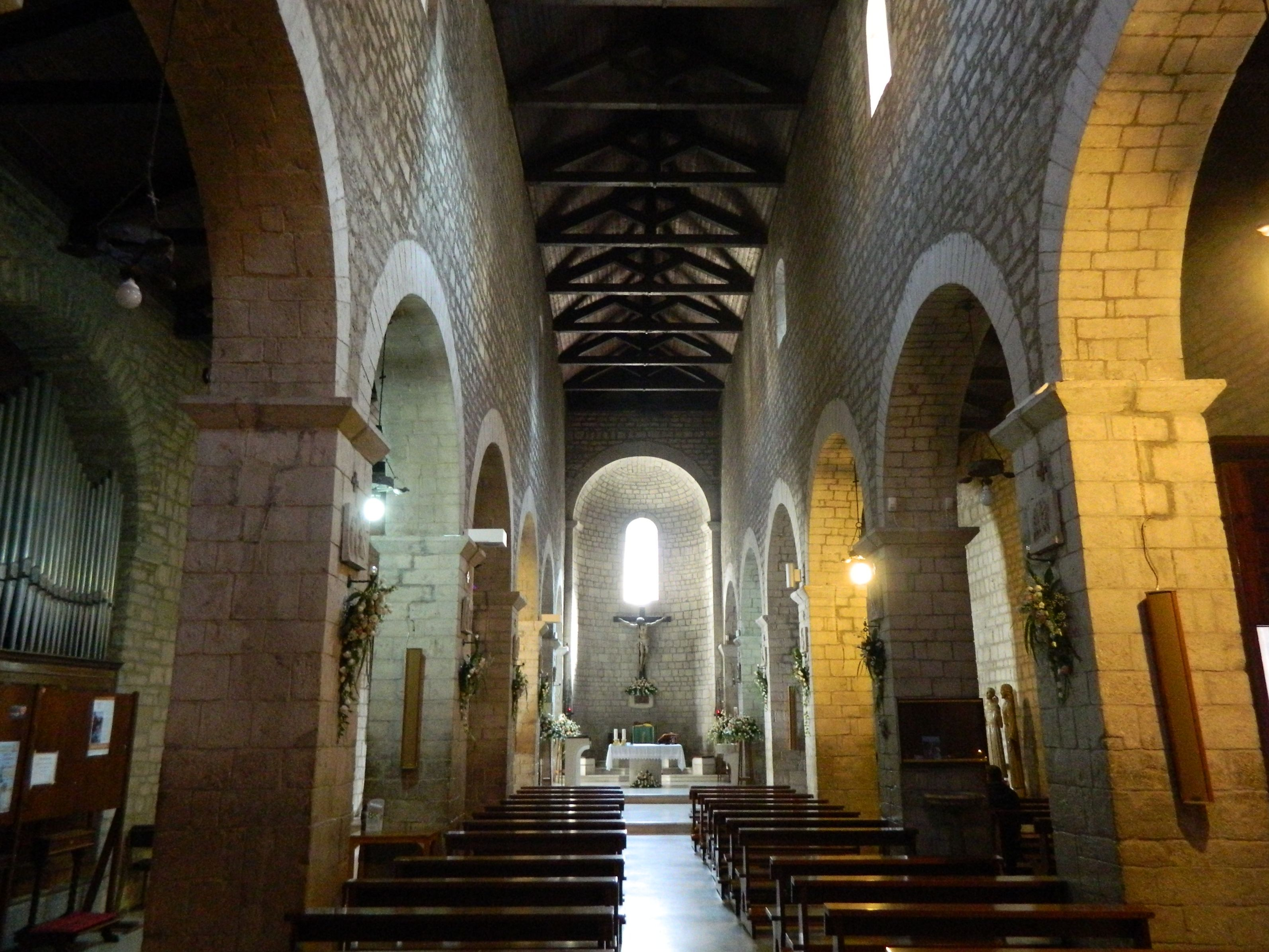
Scorcio delle tre navate

Internamente la chiesa è suddivisa in tre navate che terminano in tre absidi. La navata centrale è sovrastata da un soffitto ligneo illuminato da tre monofore. Essa presenta anche svariate opere d'arte in due grosse nicchie in cui nella prima si trova un quadro che rappresenta la Madonna e invece nella seconda un altro quadro in cui viene rappresentata una santa.
Sulla parete di destra si ritrovano molti altri ritratti: un olio su tela che rappresenta l'annunciazione, un dipinto che rappresenta Dio Padre mentre invia un fascio di luce alla Madonna del 1612, un dipinto che raffigura la Madonna del Carmine, un dipinto che raffigura la Madonna con il Bambino assieme a San Pietro e San Paolo del 1580. La chiesa accoglie altri dipinti antichi del XVII secolo che raffigura svariati santi: San Gerardo di Potenza, San Francesco da Paola, San Ignazio e San Vito. Altra rappresentazione di un santo è la statua lignea di Sant'Antonio del XVII secolo.
Altre opere sono due dipinti del pittore Mario Prayer realizzati nel 1950 che raffigurano scene battesimali. I dipinti sono rinchiusi in una cappella con fonte battesimale nella navata sinistra.
La chiesa presenta anche un grande altare maggiore in pietra monoblocco, rinvenuto anch'esso durante i lavori di restauro degli anni settanta e un crocifisso ligneo del 1600.